# Sidnie Manton
Sidnie Milana Manton (* 4. Mai 1902 in Kensington, London; † 2. Januar 1979) war eine britische Zoologin (Arthropoden)  und Ökologin (Korallenriffe).

## Biografie
Sie war die Tochter eines Zahnarztes und einer französischen Aristokratin und die Schwester der Botanikerin Irene Manton. Sie besuchte die Froebel Demonstration School und die St. Paul’s Girls’ School in London und studierte ab 1921 am Girton College in Cambridge, einem Frauen-College, das damals noch nicht offiziell zur Universität Cambridge gehörte. Sie nahm an den Tripos-Prüfungen in Naturwissenschaften teil, wurde in Teil 2 die Beste, erhielt aber keine Auszeichnung, da sie als Frau damals in Cambridge nicht in die offizielle Wertung kam. Manton erhielt 1925 den Montifiore-Preis, war 1923 Captain des Swimming Team in Cambridge und im Hockey-Team (Hockey Blue 1924) und war Alfred Yarrow Research Student. 1928/29 nahm sie vier Monate an einer Expedition zum Great Barrier Reef (Low Isles) teil (damals war die Expedition eine Pionierleistung im Studium von Korallenriffen), wobei sie Arthropoden bearbeitete. Sie war 1927 an der Universität Cambridge die erste Frau, die Demonstrator in vergleichender Anatomie war und die erste Frau, die in Cambridge einen Doctor of Science (ScD 1934) erhielt. Nach ihrer Zeit als Demonstrator wurde sie 1928 Fellow am Girton College und promovierte im selben Jahr (Ph.D.) in Zoologie. 1935 zog sie nach London und ging an das King’s College London, wo sie 1949 Reader wurde. Im Ruhestand war sie Honorary Associate des Natural History Museum in Kensington.
Sie befasste sich mit Evolution von Arthropoden und ihrer funktionalen Morphologie (Nahrungsaufnahme, Fortbewegung, Embryologie).
1935 heiratete sie den Zoologen (Keeper am Natural History Museum) John Philip Harding (1911–1998), mit dem sie bald darauf nach London zog und mit dem sie einen Sohn und eine Tochter hatte. Ihr Hobby war Katzenzucht.

## Ehrungen und Mitgliedschaften
1963 erhielt sie die Linné-Medaille und 1977 die Frink-Medaille und war Fellow der Linnean Society of London und der Royal Society (1948). 1968 wurde sie Ehrendoktorin der Universität Lund. Ein Krater auf der Venus wurde nach ihr und ihrer Schwester Irene benannt. 2018 schuf die British Ecological Society und das Journal of Animal Ecology den Sidnie Manton Award für Nachwuchswissenschaftler in Ökologie.

## Schriften (Auswahl)
- The Arthropoda: Habits, Functional Morphology and Evolution, Oxford UP 1977
- Elizabeth Clifford (Hrsg.), Sidnie Manton: Letters and Diaries Expedition to the Great Barrier Reef 1928–1929, 2020